# Alain Ayissi
Alain Ayissi (* 15. April 1962) ist ein ehemaliger kamerunischer Radrennfahrer.

## Sportliche Laufbahn
Ayissi war im Straßenradsport aktiv. Er war Teilnehmer der Olympischen Sommerspiele 1984 in Los Angeles. Im olympischen Straßenrennen schied er aus. Im Mannschaftszeitfahren wurde Kamerun 23. mit Alain Ayissi, Lucas Feutsa, Joseph Kono und Dieudonné Ntep.